# Sabina Cvilak
Sabina Cvilak (Máribor, Eslovenia, 1977) es una soprano eslovena. Ha interpretado papeles en óperas de Puccini (Turandot o La bohème), Janáček (Katia Kabanová) o Wagner (La valquiria). Es muy popular por cantar en conciertos y recitales, como el Réquiem de guerra, de Benjamin Britten, realizado en Londres con motivo del centenario del nacimiento del compositor.

## Biografía
Sabina Cvilak nació en 1977 en Máribor (Eslovenia). Se graduó en 1996. Continuó estudios en Graz con Annemarie Zeller. En este etapa, intervino en el teatro municipal de Leoben como Barbarina en la obra de Mozart Las bodas de Fígaro; en una obra de Albert Lortzing (El cazador del bosque); así como en obras de Léhar (El zarévich) y Kálmán  (La condesa Maritza). Hizo su debut en Viena con una pieza de Ernest Bloch (Macbeth), puesta en escena por Keith Warner. Apareció en la Ópera del Estado de Hamburgo como Liù en Turandot, de Puccini. También cantó para la Ópera Nacional finlandesa en Helsinki. Fue miembro de la Ópera Estatal vienesa en la temporada 2004/05, apareciendo como Papagena en la La flauta mágica de Mozart, o representando a Zauberflöte y Woglinde en El oro del Rin y El ocaso de los dioses, ambas de Wagner .
En 2007, Cvilak apareció como Mimi en La bohème, de Puccini, en la Ópera Nacional de Washington, haciendo su debut allí, seguido por Micaëla en Carmen, de Bizet, y Liù en el mismo local. Actuó como soprano en el Réquiem de guerra, de Britten, el 10 de noviembre de 2013, fecha del centenario del nacimiento del compositor, en el Royal Albert Hall, junto con la Orquesta Sinfónica de la BBC, el Crouch Coro Festival, los coristas de Abadía de Westminster, tenor Allan Clayton y barítono Roderick Williams, conducido por Semión Bychkov.
Hizo su debut en la Ópera Estatal de Hesse en 2015 en Katia Kabanová, de Janáček. En 2017, también apareció como Sieglinde, Norne y Gutruneen en El anillo del nibelungo, de Wagner. Cvilak prepara actualmente las óperas Arabella, de Richard Strauss y Tannhäuser, de Elisabeth Wagner.

## Registros
Cvilak grabó en 2012 el solo en Goffredo Petrassi Magnificat (1939–40), con Gianandrea Noseda conduciendo el coro y la orquesta del Teatro Regio de Turín. Liberado el mismo año,  grabó el soprano parte de solo de Britten Réquiem de Guerra, 50 años después de la première en la Catedral de Coventry. Noseda condujo la Orquesta Sinfónica de Londres, con solistas como Ian Bostridge y Simon Keenlyside.

## Premios
Recibió el Premio Prešeren en 2009, concedido por el ministerio de Cultura esloveno.